# Eindopslag radioactief afval
Met eindopslag radioactief afval wordt het ondergronds opslaan van dit materiaal bedoeld, met als doel het uit de atmosfeer en biosfeer houden van radioactieve isotopen. Enerzijds moet hiermee het afval bereikbaar blijven voor als er in de toekomst betere manieren worden ontwikkeld voor opslag en verwerking. Anderzijds moet het volledig geïsoleerd zijn van de biosfeer, bestand zijn tegen klimaatveranderingen en buiten handen van terroristen blijven

## Terugneembaar
Een eis die steeds vaker gesteld wordt aan eindopslagplaatsen is de mogelijkheid om afval weer terug te halen. Bij de eerste versies van opslagplaatsen was het de doelstelling om het afval veilig te stallen zonder dat het terugneembaar is. Bij moderne opslagplaatsen is deze eis steeds vaker onderdeel van het pakket. Doel van deze eis is dat bij mogelijke calamiteiten of moderne technieken waardoor afval weer herbruikbaar wordt deze terug te kunnen halen. Dit stelt echter andere eisen aan opslagplaatsen.

## Eindopslag in Europa
Op 6 november 2002 heeft de Europese Commissie besloten dat de lidstaten uiterlijk in 2008 geschikte ondergrondse opslagplaatsen moeten hebben aangewezen en in 2018 moet het eerste langlevende en hoogradioactieve afval in de grond verdwijnen. Voor afval met voornamelijk kortlevende isotopen moet dat in 2013 al gebeuren. In 2003 was al duidelijk dat geen van de lidstaten aan deze eisen kan voldoen. In Frankrijk, Duitsland, België, Nederland en het Verenigd Koninkrijk lopen sinds 1981 onderzoeken naar geschikte locaties voor ondergrondse opslag. Hiervoor komen in eerste instantie zoutkoepels en kleilagen in aanmerking. In Finland en Hongarije wordt er voornamelijk gekeken naar opslag in graniet.

### België
In België wordt door het Studiecentrum voor Kernenergie te Mol de mogelijkheid onderzocht om radioactief afval te bergen in de Boomse kleilaag op 200 meter diepte. Hiervoor wordt gebruikgemaakt van het HADES-laboratorium in deze kleilaag. In 2010 maakte de Nationale Instelling voor Radioactief Afval en verrijkte Splijtstoffen (Niras) bekend dat de ondergrond van 22 Kempense gemeenten in aanmerking komen voor de ondergrondse berging van hoogradioactief afval. Het Nederlandse drinkwaterbedrijf Brabant Water heeft hier formeel bezwaar tegen gemaakt vanwege de risico's die deze berging met zich meebrengt.

### Duitsland
Duitsland heeft twee locaties waar geëxperimenteerd wordt met ondergrondse opslag. In het Duitse Gorleben is een laboratorium gebouwd voor onderzoek naar ondergrondse opslag in de zoutkoepel Gorleben, maar ook daar zijn om uiteenlopende redenen de werkzaamheden gestaakt. Desondanks zijn er meerdere treinladingen met hoogradioactief afval vanuit de opwerkingsfabriek in Le Havre in Gorleben gearriveerd. De Castorvaten staan daar nu te wachten op een oplossing, die er vooralsnog niet is. In de zoutkoepel Asse II nabij Wolfenbüttel in het oosten van Duitsland ligt licht- en middelradioactief afval opgeslagen, maar nadat nog geen tien jaar na ingebruikname de koepel volliep met water en er instortingsgevaar optrad, is in mei 2000 besloten daarmee te stoppen. Nadat bij onderzoek bleek dat de vaten in de opslag van Asse lek waren geslagen en een bedreiging vormen voor het grondwater is besloten om de opslag Asse weer te ontruimen. De kosten hiervan zijn nog onbekend.

### Engeland
Naast de opwerkingsfabriek van Sellafield in het noordwesten van Engeland is een onderzoek naar ondergrondse opslag begonnen, maar na twijfels over geologische stabiliteit en grondwaterstromen is ook dat onderzoek gestrand.

### Finland
Op het Finse eiland Olkiluoto wordt naast de Finse kernenergiecentrale Olkiluoto, 25 kilometer ten noorden van de stad Rauma, de eindopslag Olkiluoto [ˈɔlkiluɔtɔ] gebouwd.

### Frankrijk
In de regio van het Franse Bure is een laboratorium gebouwd om te onderzoeken in hoeverre de kleilagen geschikt zijn.

### Hongarije
Hongarije heeft in de plaats Bátaapáti een opslagfaciliteit gerealiseerd voor laag- en middelactief radioactief afval. De permanente opslag is in een granietformatie gehouwen.

### Nederland
In Nederland heeft CORA (Commissie Opberging Radioactief Afval) sinds 1996 zeven locaties in Friesland, Groningen en Drenthe aangewezen als mogelijke kandidaten, maar sinds 2000 ligt dat onderzoek stil. In 2010 heeft de COVRA een nieuw onderzoek aangekondigd naar de optie van afval opslag in kleilagen. Het onderzoeksprogramma onder de naam Onderzoeksprogramma Eindberging Radioactief Afval (OPERA) dat van 2010 tot 2018 liep heeft 10 miljoen euro gekost, waarbij de verwachting is dat de uiteindelijke opslag pas in 2130 klaar zal zijn. Dit omdat het besluitvormingsproces veel tijd in beslag neemt, er de komende 100 jaar mogelijk nieuwe technieken beschikbaar komen, de daadwerkelijke bouw twintig jaar in beslag zal nemen en omdat de kosten ongeveer 2,05 miljard euro zullen zijn. Definitieve besluitvorming hierover vindt volgens de Staatssecretaris van Infrastructuur en Waterstaat plaats in het jaar 2100. OPERA bestudeerde een bepaalde centrale niet terugneembare eindberging voor het afval t/m de sluiting van kerncentrale Borssele in 2033. Daarbij is geen rekening gehouden met de uiterste mogelijke waarden van de eigenschappen van de berging. Daardoor is niet aangetoond dat de resulterende straling in het leefmilieu onder de norm zal blijven. Bovengenoemde Staatssecretaris bevestigde dat er nog veel onderzoek moet plaatsvinden om te komen tot een complete veiligheidsstudie.

### Zweden
In Zweden ligt op een diepte van ongeveer 500 meter een granietlaag die geschikt is bevonden om hoogradioactief afval duizenden jaren veilig op te slaan en rond 2020 moet deze opslagruimte (KBS-3) in gebruik worden genomen.

## Eindopslag buiten Europa

### Verenigde Staten
De gesloten en verzegelde vaten van kernafval, mits niet ontstaan bij kernenergie dus eigenlijk alleen medisch, worden voor onbepaalde tijd opgeslagen. In New Mexico wordt hiervoor onder andere gebruikgemaakt van de Waste Isolation Pilot Plant (WIPP): een ondergrondse opslagplaats op 650 m diepte in een zoutlaag onder de Chihuahuan-woestijn. WIPP is de eerste ondergrondse ruimte voor permanente opslag van afval dat is overgebleven van kernwapenproductie en sinds 26 maart 1999 in gebruik. Deze opslagruimte is echter ongeschikt voor hoogradioactief afval dat warmte uitstraalt (HLW).
In Yucca Mountain was een ondergrondse opslagplaats in aanbouw voor warmte-uitstralend hoogradioactief afval uit commerciële kerncentrales. Eerst was het plan om deze opslagplaats rond 2010 in gebruik te nemen. President Obama heeft echter in februari 2009 besloten om uit te zien naar andere mogelijkheden om kernafval definitief op te slaan, omdat Yucca niet voldoet aan de eisen die worden gesteld aan een eind-opslag.

### Japan
In Japan houdt sinds oktober 2000 het Nuclear Waste Management Organization of Japan (NUMO) zich bezig met onderzoek naar ondergrondse opslag van hoogradioactief afval. Dit consortium verwacht rond 2040 dusdanig ver gevorderd te zijn met het onderzoek dat rond die tijd de eerste mijnen in gebruik kunnen worden genomen.